# Pseudogisostola
Pseudogisostola is een kevergeslacht uit de familie van de boktorren (Cerambycidae). De wetenschappelijke naam van het geslacht werd voor het eerst geldig gepubliceerd in 1977 door Fontes & Martins.

## Soorten
Pseudogisostola is monotypisch en omvat slechts de volgende soort:
- Pseudogisostola reichardti Fontes & Martins, 1977